# Sestav štirih oktaedrov z vrtilno svobodo
Sestav štirih oktaedrov z vrtilno svobodo je v geometriji sestav uniformnih poliedrov, sistematična ureditev štirih oktaedrov, ki jih obravnavamo kot tristrane antiprizme. Dobimo jih tako, da naložimo štiri enake oktaedre, ki jih zavrtimo za kot θ okoli posameznih osi, ki potekajo skozi središče stranskih ploskev dveh enakih oktaedrov tako, da se ohranja piritoederska simetrija.
Kadar dodamo temu telesu še drugo kopijo, v kateri so oktaedri zavrteni za isti kot θ v nasprotni smeri, dobimo sestav osmih oktaedrov z vrtilno simetrijo.
Kadar je θ=0 so vsi štirje oktaedri na istem mestu, ko pa je θ= 60º, nastane sestav štirih oktaedrov, ki nimajo vrtilne svobode. V določenem vmesnem primeru za vrednosti za θ v katerem 24 trikotnikov tvori koplanarne pare, sestav tvori sestav petih oktaedrov, ki ima eden oktaeder odstranjen.      

## Vir
- Skilling, John (1976), »Uniform Compounds of Uniform Polyhedra«, Mathematical Proceedings of the Cambridge Philosophical Society, 79 (3): 447–457, doi:10.1017/S0305004100052440, MR 0397554.